# Colubroelaps nguyenvansangi
Genre
Espèce
Statut de conservation UICN

 DD  : Données insuffisantes
Colubroelaps nguyenvansangi, unique représentant du genre Colubroelaps, est une espèce de serpents de la famille des Colubridae.

## Répartition
Cette espèce est endémique des provinces de Bình Phước et Lâm Đồng au Viêt Nam.

## Description
Colubroelaps nguyenvansangi est un serpent très fin à l'apparence vermiforme. Le spécimen décrit mesurait 50 cm dont 11 cm pour la queue. Cette espèce est très proche morphologiquement des Elapidae mais s'en distingue par l'absence de glandes à venin et de crochets. Sa tête est petite et ronde et dans le prolongement du corps. Ses yeux sont très petits et ses pupilles sont rondes.

## Étymologie
Le nom du genre Colubroelaps est formé à partir des racines grecques latinisées Coluber, le genre type de la famille des Colubridae et de Elaps le genre type de la famille des Elapidae avec lesquels cette nouvelle espèce a de nombreux points communs.
Le nom de cette espèce lui a été donné en l'honneur du Dr. Nguyen Van Sang qui a collecté l'holotype et qui a décrit de nombreuses espèces.

## Publication originale
- Orlov, Kharin, Ananjeva, Nguyen Thien Tao & Nguyen Quang Truon, 2009 : A New Genus and Species of Colubrid Snake (Squamata, Ophidia, Colubridae) from South Vietnam (Lam Dong Province). Russian Journal of Herpetology, vol. 16, n. 3, p. 228-240.